# 勃艮第大学
勃艮第大学（法語：Université de Bourgogne），是法国第戎的一所公立综合性大学，学校最早成立于1722年。

## 历史
路易十五于1722年4月同意了在第戎建立一所拥有四个学院的大学。在拿破仑时期，第戎建立了一所特别法律学校，后来成为了第戎大学的法学院。2015年4月，第戎大学成为了大学与院校共同体勃艮第-弗朗什-孔泰大学的创始成员。

## 院系设置
- 法律经济政治学院
- 语言传播学院
- 文学哲学学院
- 医学学院
- 体育学院
- 科技学校
- 社会学学院
- 地球环境生命科学学院
- 高等材料信息电子研究学校
- 高等师范教育学校
- 大学管理学院
- 葡萄酒学院
- 高等机动车交通研究院
- 第戎-欧塞尔大学技术学院
- 第戎-欧塞尔大学技术学院
- 索恩河畔沙隆大学技术学院
- 勒克勒佐大学技术学院